# Lago Luggye
El Lago Luggye (también escrito Lago Glacial Lugge o Luggye Tsho) es un lago glacial en el Gewog de Lunana parte del Distrito de Gasa al noroeste del país asiático de Bután.  Tiene una profundidad de 142 metros (466 pies), y una anchura de 30 metros (98 pies) y una superficie de 1,34 kilómetros cuadrados. Luggye produjo una significativa inundación en 1994
Recibe el agua del deshielo de los glaciares en sentido ascendente. Esta agua se acumula, en poder de una antigua morrena glacial.
Este lago es conocido por el desastre de 7 de octubre de 1994, cuando 48 millones de m³ de agua y roca de escombros del lago llegaron al río Pho- Chhu aguas abajo creando una inundación que mató a 23 personas.